# Vladimir Aleksandrovič Romanov
Vladimir Aleksandrovič Romanov (in cirillico: Владимир Александрович) (San Pietroburgo, 22 aprile 1847 – San Pietroburgo, 17 febbraio 1909) fu granduca di Russia.

## Biografia

### Giovinezza ed educazione
Vladimir era il terzo figlio maschio dell'imperatore Alessandro II di Russia - salito al trono nel 1855 - e di sua moglie l'imperatrice Maria Aleksandrovna. Era fratello minore del futuro zar Alessandro III di Russia e zio di Nicola II di Russia.
Il granduca era un appassionato di letteratura e alle arti. Tuttavia, come tutti i membri maschi della famiglia Romanov, dovette intraprendere la carriera militare. Nel 1865, la morte prematura del fratello maggiore, lo zarevic Nikolaj, portò Vladimir inaspettatamente vicino al trono come secondo in successione al trono. A differenza di suo fratello Alessandro, il nuovo erede, Vladimir era spiritoso e ambizioso. All'epoca circolavano voci secondo cui Alessandro II avrebbe voluto che fosse Vladimir il suo erede. Alessandro stesso avrebbe preferito farsi da parte dalla successione nella speranza di sposare morganaticamente , ma alla fine ha ceduto alle pressioni della famiglia e scelse una sposa adeguata. Le relazioni tra i due fratelli, anche se cordiale, erano fredde.
Nel 1867 è stato nominato presidente onorario della società etnografico russa, nello stesso anno ha accompagnato il padre e il fratello Alessandro alla Fiera Mondiale di Parigi, dove il padre è stato aggredito da un nazionalista polacco. Nel 1871 visitò la regione del Caucaso, la Georgia, la Cecenia e il Daghestan, con suo padre e i suoi fratelli. Nel 1872 ha accompagnato il padre a Vienna in occasione dell'incontro dei tre imperatori: Russia, Germania e Austria.
In gioventù condusse una vita inquieta, dedita alle feste e all'alcol. Fece frequenti viaggi a Parigi. Nella capitale francese fu soprannominato "Il Granduca, bon vivant". Aveva una vasta gamma di interessi. Amava le arti, è stato un pittore abile e ha raccolto una collezione importante di libri.
Era conosciuto per la sua voce tonante, era un cacciatore appassionato, e un gourmet ben noto.

### Matrimonio

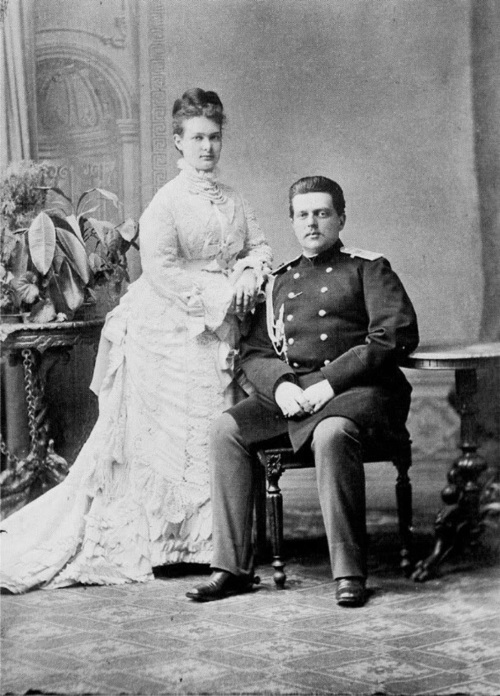
Vladimir e Maria di Meclemburgo-Schwerin nel 1874

Durante il viaggio attraverso la Germania con la sua famiglia nel mese di giugno 1871, il granduca Vladimir incontrò la duchessa Marie Alexandrine di Mecklenburg-Schwerin (14 maggio 1854-6 settembre 1920), figlia del Federico Francesco II, granduca di Mecklenburg-Schwerin e Augusta di Reuss-Köstritz. Al fine di sposare Vladimir, Maria ruppe il suo fidanzamento con il principe Giorgio di Schwarzburg, ma ha rifiutato di cedere sulla conversione necessaria alla religione ortodossa. Ciò portò un ritardo delle nozze di due anni. Infine, lo zar Alessandro II acconsentì al rispetto di Maria per la sua fede luterana, permettendo a Vladimir di sposarla senza perdere i suoi diritti al trono russo. Il fidanzamento è stato annunciato nel mese di aprile 1874.
Le nozze vennero celebrate il 28 agosto 1874 a San Pietroburgo: Maria era una pronipote della granduchessa Elena Pavlovna Romanova, figlia dell'imperatore Paolo I di Russia e, dopo la conversione all'ortodossia, assunse il nome di Maria Pavlovna. La loro residenza a San Pietroburgo era diventata il cuore della vita sociale della città. Ebbero un matrimonio lungo e felice.
Suo figlio Kirill sposò nel 1905 la cugina Vittoria Melita di Sassonia-Coburgo-Gotha, figlia della sorella del padre e del fratello della madre della zarina, dopo il suo divorzio dal fratello della zarina, il granduca Ernesto Luigi d'Assia. Questo matrimonio fu disapprovato dallo Zar, sobillato dalla moglie, e Kirill fu privato dei suoi titoli imperiali e del suo posto nell'esercito, creando attriti tra Nicola II e lo zio Vladimir.
Solo dopo la morte del granduca Vladimir nel 1909 Kirill, divenuto terzo in linea di successione al trono, venne reintegrato.

### Carriera militare

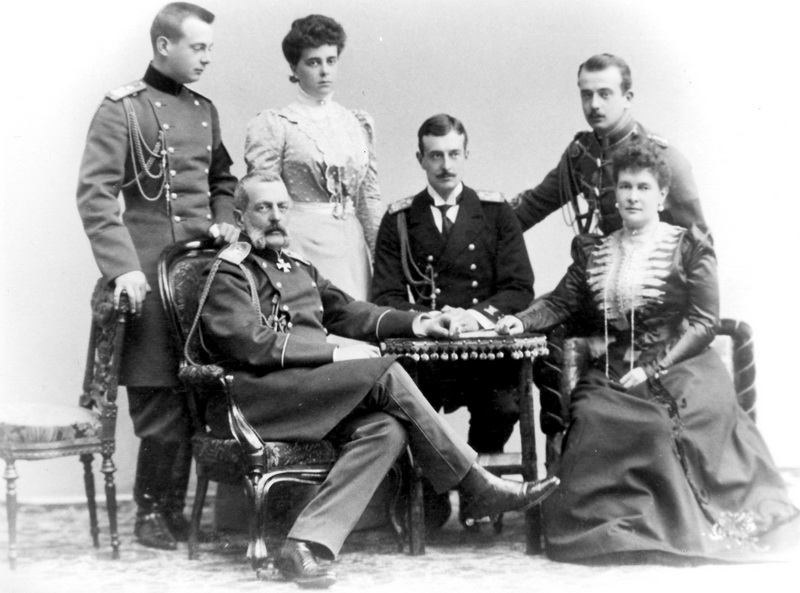
Vladimir e Marija Pavlovna, in occasione delle loro nozze d'argento nel 1899; da sinistra, il granduca Andrej, il granduca Vladimir, la granduchessa Elena, il granduca Kirill, la granduchessa Marija Pavlovna e il granduca Boris.

Vladimir occupò importanti cariche militari durante i tre regni. Ha combattuto nella guerra russo-turca (1877-1878), insieme al padre e ai fratelli Alessandro e Sergej. Ha combattuto contro le truppe turche prendendo il comandante del XII corpo dell'esercito russo. Tuttavia la sua carriera militare lo interessava poco, rispetto all'arte e alla letteratura. Nel 1880, il padre lo ha nominato Presidente dell'Accademia Imperiale di Belle Arti. È stato anche membro dell'Accademia delle Scienze e del Museo Rumyantsev. Il granduca Vladimir era nella capitale imperiale quando suo padre è stato ucciso e fu lui ad annunciare la morte del padre al popolo. Vladimir ereditò la biblioteca personale del padre. Dopo la rivoluzione russa questi libri sono stati venduti in modo casuale e attualmente fanno parte di diverse collezioni universitari americane.
Anche se tra Alessandro III e Vladimir non correva buon sangue e c'era una rivalità tra le loro mogli, lo zar promosse la carriera di suo fratello. Il giorno dopo la morte del padre Vladimir venne nominato Governatore di San Pietroburgo. Prestò servizio nel Consiglio di Stato e ha presieduto la commissione ufficiale che ha supervisionato la costruzione della Cattedrale del Salvatore, costruita tra il 1883 e il 1907 sul sito dell'assassinio di suo padre.
Fu un famoso mecenate. Ha frequentato molti artisti e raccolto una preziosa collezione di dipinti e vecchie icone. In seguito si interessò del balletto. Finanziò il tour dei Balletti russi di Djagilev.

### Morte
Il Granduca Vladimir morì improvvisamente il 4 febbraio (il 17, secondo il calendario gregoriano) 1909 a causa di una grave emorragia cerebrale.

## Discendenza

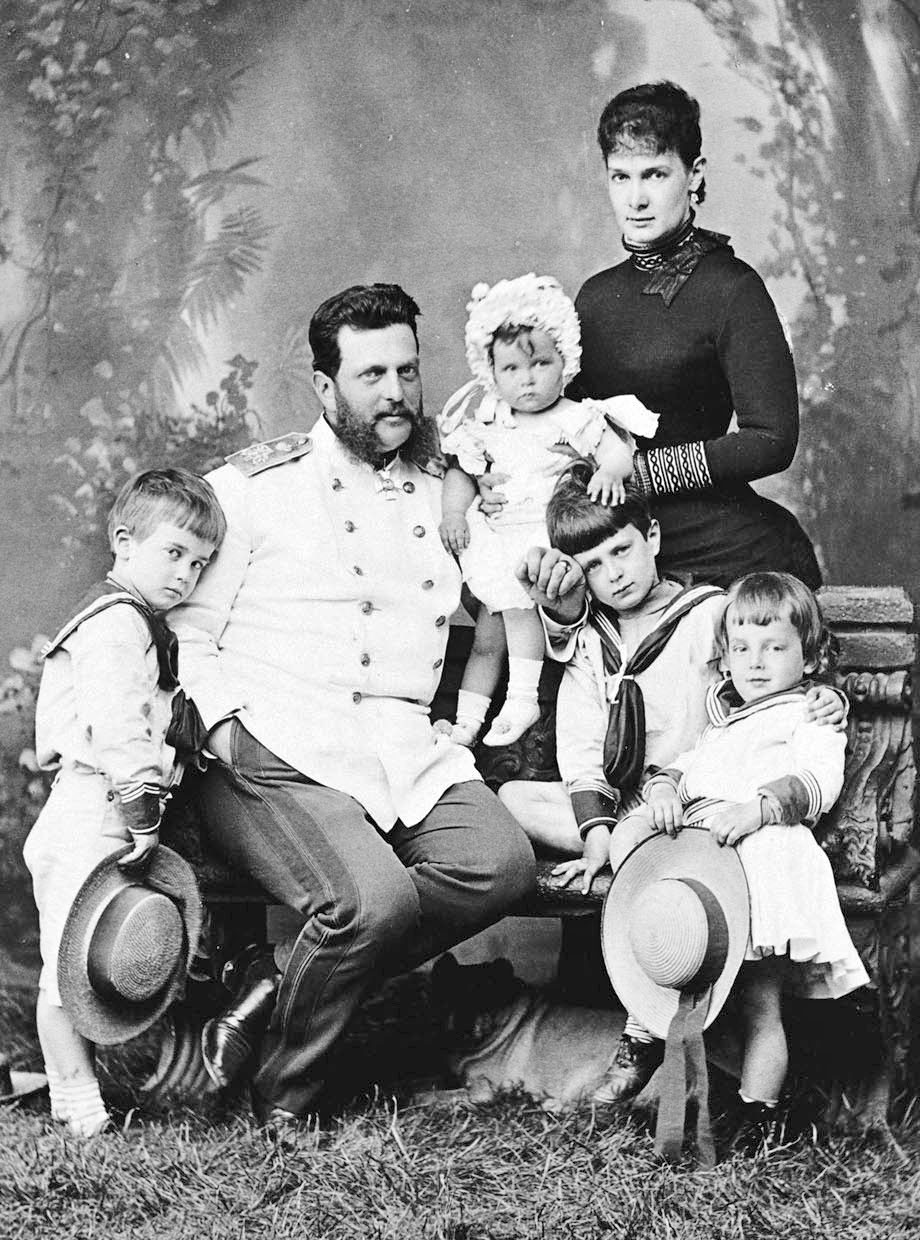
La famiglia di Vladimir Aleksandrovič Romanov nel 1883 circa.

Il granduca Vladimir Aleksandrovič e Maria di Meclemburgo-Schwerin ebbero cinque figli:
- Aleksandr (31 agosto 1875 - 16 marzo 1877)
- Kirill (12 ottobre 1876-12 ottobre 1938)
- Boris (1877-1943)
- Andrej (1879-1956)
- Elena (1882-1957)

## Ascendenza
|                                |                 |                                                | Genitori                                               |  |  | Nonni |  |  | Bisnonni          |  |  | Trisnonni            |  |
|                                |                 |                                                |                                                        |  |  |       |  |  | Paolo I di Russia |  |  | Pietro III di Russia |  |
|                                |                 |                                                |                                                        |  |  |       |  |  | Paolo I di Russia |  |  | Pietro III di Russia |  |
|                                |                 | Caterina II di Russia                          |                                                        |  |  |       |  |  | Paolo I di Russia |  |  |                      |  |
| Nicola I di Russia             |                 |                                                |                                                        |  |  |       |  |  | Paolo I di Russia |  |  |                      |  |
|                                |                 | Sofia Dorotea di Württemberg                   | Federico II Eugenio di Württemberg                     |  |  |       |  |  |                   |  |  |                      |  |
|                                |                 | Sofia Dorotea di Württemberg                   | Federico II Eugenio di Württemberg                     |  |  |       |  |  |                   |  |  |                      |  |
|                                |                 | Sofia Dorotea di Württemberg                   | Federica Dorotea di Brandeburgo-Schwedt                |  |  |       |  |  |                   |  |  |                      |  |
| Alessandro II di Russia        |                 | Sofia Dorotea di Württemberg                   |                                                        |  |  |       |  |  |                   |  |  |                      |  |
|                                |                 | Federico Guglielmo III di Prussia              | Federico Guglielmo II di Prussia                       |  |  |       |  |  |                   |  |  |                      |  |
|                                |                 | Federico Guglielmo III di Prussia              | Federico Guglielmo II di Prussia                       |  |  |       |  |  |                   |  |  |                      |  |
|                                |                 | Federico Guglielmo III di Prussia              | Federica Luisa d'Assia-Darmstadt                       |  |  |       |  |  |                   |  |  |                      |  |
| Carlotta di Prussia            |                 | Federico Guglielmo III di Prussia              |                                                        |  |  |       |  |  |                   |  |  |                      |  |
|                                |                 | Luisa di Meclemburgo-Strelitz                  | Carlo II di Meclemburgo-Strelitz                       |  |  |       |  |  |                   |  |  |                      |  |
|                                |                 | Luisa di Meclemburgo-Strelitz                  | Carlo II di Meclemburgo-Strelitz                       |  |  |       |  |  |                   |  |  |                      |  |
|                                |                 | Luisa di Meclemburgo-Strelitz                  | Federica Carolina Luisa d'Assia-Darmstadt              |  |  |       |  |  |                   |  |  |                      |  |
| Vladimir Aleksandrovič Romanov |                 | Luisa di Meclemburgo-Strelitz                  |                                                        |  |  |       |  |  |                   |  |  |                      |  |
|                                | Luigi I d'Assia | Luigi IX d'Assia-Darmstadt                     |                                                        |  |  |       |  |  |                   |  |  |                      |  |
|                                | Luigi I d'Assia | Luigi IX d'Assia-Darmstadt                     |                                                        |  |  |       |  |  |                   |  |  |                      |  |
|                                | Luigi I d'Assia | Carolina del Palatinato-Zweibrücken-Birkenfeld |                                                        |  |  |       |  |  |                   |  |  |                      |  |
| Luigi II d'Assia               | Luigi I d'Assia |                                                |                                                        |  |  |       |  |  |                   |  |  |                      |  |
|                                |                 | Luisa d'Assia-Darmstadt                        | Giorgio Guglielmo d'Assia-Darmstadt                    |  |  |       |  |  |                   |  |  |                      |  |
|                                |                 | Luisa d'Assia-Darmstadt                        | Giorgio Guglielmo d'Assia-Darmstadt                    |  |  |       |  |  |                   |  |  |                      |  |
|                                |                 | Luisa d'Assia-Darmstadt                        | Maria Luisa Albertina di Leiningen-Dagsburg-Falkenburg |  |  |       |  |  |                   |  |  |                      |  |
| Maria d'Assia-Darmstadt        |                 | Luisa d'Assia-Darmstadt                        |                                                        |  |  |       |  |  |                   |  |  |                      |  |
|                                |                 | Carlo Luigi di Baden                           | Carlo Federico di Baden                                |  |  |       |  |  |                   |  |  |                      |  |
|                                |                 | Carlo Luigi di Baden                           | Carlo Federico di Baden                                |  |  |       |  |  |                   |  |  |                      |  |
|                                |                 | Carlo Luigi di Baden                           | Carolina Luisa d'Assia-Darmstadt                       |  |  |       |  |  |                   |  |  |                      |  |
| Guglielmina di Baden           |                 | Carlo Luigi di Baden                           |                                                        |  |  |       |  |  |                   |  |  |                      |  |
|                                |                 | Amalia d'Assia-Darmstadt                       | Luigi IX d'Assia-Darmstadt                             |  |  |       |  |  |                   |  |  |                      |  |
|                                |                 | Amalia d'Assia-Darmstadt                       | Luigi IX d'Assia-Darmstadt                             |  |  |       |  |  |                   |  |  |                      |  |
|                                |                 | Amalia d'Assia-Darmstadt                       | Carolina del Palatinato-Zweibrücken-Birkenfeld         |  |  |       |  |  |                   |  |  |                      |  |
|                                |                 | Amalia d'Assia-Darmstadt                       |                                                        |  |  |       |  |  |                   |  |  |                      |  |